# Bilal El Khannouss
Bilal El Khannouss (Strombeek-Bever, 10 maggio 2004) è un calciatore marocchino con cittadinanza belga, centrocampista del Leicester City e della nazionale marocchina.

## Caratteristiche tecniche
Trova la sua posizione ideale nel ruolo di trequartista date le sue qualità tecniche nella gestione del pallone,la sua velocità e l'abilità nel servire al meglio i compagni in zona goal. Per questo suo modo di interpretare il calcio,si ispira a un campione come Kevin De Bruyne.
Nell'ottobre del 2023, è stato incluso come "wild card" nella lista dei 25 finalisti del premio European Golden Boy, assegnato dal quotidiano Tuttosport al miglior giocatore Under-21 militante in un campionato europeo.

## Carriera

### Club
Giovanili tra Anderlecht e Genk
Cresciuto nel settore giovanile dell'Anderlecht, nel 2019 viene acquistato dal Genk, che lo aggrega alle proprie giovanili. Fa il suo esordio in prima squadra il 21 maggio 2022, disputando l'incontro di Pro League pareggiato per 0-0 contro il Malines. Il 16 Aprile 2023 segna il primo goal in Pro League nella vittoria larga ottenuta contro l'Anderlecht sul risultato finale di 5-2.
Nella stagione 2023-2024 viene confermato come titolare, migliora i suoi numeri segnando 3 reti e realizzando 6 assist in Pro League.
Leicester City
Il 29 agosto 2024 diventa ufficiale il trasferimento in Premier League al Leicester per 20 milioni di euro. Il 30 ottobre seguente realizza la sua prima rete per il club nella sconfitta per 5-2 in Carabao Cup contro il Manchester Utd.

### Nazionale
Ha giocato nelle nazionali giovanili belghe comprese dall'Under-15 all'Under-18, nel 2021 opta per rappresentare le nazionali giovanili marocchine. L'anno successivo ha ricevuto la sua prima convocazione da parte dei Leoni dell'Atlante.
Nel novembre del 2022, è stato convocato dal CT Walid Regragui per disputare la fase finale dei Mondiali in Qatar, in cui è sceso in campo (e ha esordito) solo nella finale per il terzo posto contro la Croazia, persa per 2-1. In seguito al risultato storico ottenuto, nel dicembre successivo El Khannouss e il resto della rosa marocchina sono stati insigniti dell'Ordine del Trono durante un ricevimento al Palazzo Reale di Rabat.
Gioca alle olimpiadi Parigi 2024, nella vittoria contro l'Argentina per 2-1 El Khannouss fornisce al suo compagno di squadra Soufiane Rahimi l'assist con cui quest'ultimo segna il primo gol del match, il Marocco vince la medaglia di bronzo battendo per 6-0 l'Egitto, partita nella quale El Khannouss segna una rete.
Il 21 marzo 2025 realizza il suo primo gol per la massima selezione marocchina nel successo per 2-1 contro il Niger.

## Statistiche

### Cronologia presenze e reti in nazionale
| Cronologia completa delle presenze e delle reti in nazionale ― Marocco | Cronologia completa delle presenze e delle reti in nazionale ― Marocco | Cronologia completa delle presenze e delle reti in nazionale ― Marocco | Cronologia completa delle presenze e delle reti in nazionale ― Marocco | Cronologia completa delle presenze e delle reti in nazionale ― Marocco | Cronologia completa delle presenze e delle reti in nazionale ― Marocco | Cronologia completa delle presenze e delle reti in nazionale ― Marocco | Cronologia completa delle presenze e delle reti in nazionale ― Marocco |
| Data                                                                   | Città                                                                  | In casa                                                                | Risultato                                                              | Ospiti                                                                 | Competizione                                                           | Reti                                                                   | Note                                                                   |
| ---------------------------------------------------------------------- | ---------------------------------------------------------------------- | ---------------------------------------------------------------------- | ---------------------------------------------------------------------- | ---------------------------------------------------------------------- | ---------------------------------------------------------------------- | ---------------------------------------------------------------------- | ---------------------------------------------------------------------- |
| 17-12-2022                                                             | Al Rayyan                                                              | Croazia                                                                | 2 – 1                                                                  | Marocco                                                                | Mondiali 2022 - Finale 3º posto                                        | -                                                                      | 56’                                                                    |
| 25-3-2023                                                              | Tangeri                                                                | Marocco                                                                | 2 – 1                                                                  | Brasile                                                                | Amichevole                                                             | -                                                                      | 45+3’ 64’                                                              |
| 28-3-2023                                                              | Madrid                                                                 | Marocco                                                                | 0 – 0                                                                  | Perù                                                                   | Amichevole                                                             | -                                                                      | 62’                                                                    |
| 12-9-2023                                                              | Lens                                                                   | Marocco                                                                | 1 – 0                                                                  | Burkina Faso                                                           | Amichevole                                                             | -                                                                      | 81’                                                                    |
| 14-10-2023                                                             | Abidjan                                                                | Costa d'Avorio                                                         | 1 – 1                                                                  | Marocco                                                                | Amichevole                                                             | -                                                                      | 66’                                                                    |
| 17-10-2023                                                             | Agadir                                                                 | Marocco                                                                | 3 – 0                                                                  | Liberia                                                                | Qual. Coppa d'Africa 2023                                              | -                                                                      |                                                                        |
| 21-11-2023                                                             | Dar es Salaam                                                          | Tanzania                                                               | 0 – 2                                                                  | Marocco                                                                | Qual. Mondiali 2026                                                    | -                                                                      | 85’                                                                    |
| 11-1-2024                                                              | San-Pédro                                                              | Marocco                                                                | 3 – 1                                                                  | Sierra Leone                                                           | Amichevole                                                             | -                                                                      | 75’                                                                    |
| 17-1-2024                                                              | San-Pédro                                                              | Marocco                                                                | 3 – 0                                                                  | Tanzania                                                               | Coppa d'Africa 2023 - 1º turno                                         | -                                                                      | 72’                                                                    |
| 21-1-2024                                                              | San-Pédro                                                              | Marocco                                                                | 1 – 1                                                                  | RD del Congo                                                           | Coppa d'Africa 2023 - 1º turno                                         | -                                                                      | 64’                                                                    |
| 24-1-2024                                                              | San-Pédro                                                              | Zambia                                                                 | 0 – 1                                                                  | Marocco                                                                | Coppa d'Africa 2023 - 1º turno                                         | -                                                                      | 84’                                                                    |
| 22-3-2024                                                              | Agadir                                                                 | Marocco                                                                | 1 – 0                                                                  | Angola                                                                 | Amichevole                                                             | -                                                                      | 87’                                                                    |
| 7-6-2024                                                               | Agadir                                                                 | Marocco                                                                | 2 – 1                                                                  | Zambia                                                                 | Qual. Mondiali 2026                                                    | -                                                                      | 78’                                                                    |
| 11-6-2024                                                              | Agadir                                                                 | Marocco                                                                | 6 – 0                                                                  | Rep. del Congo                                                         | Qual. Mondiali 2026                                                    | -                                                                      | 75’                                                                    |
| 6-9-2024                                                               | Agadir                                                                 | Marocco                                                                | 4 – 1                                                                  | Gabon                                                                  | Qual. Coppa d'Africa 2025                                              | -                                                                      | 80’                                                                    |
| 12-10-2024                                                             | Oujda                                                                  | Marocco                                                                | 5 – 0                                                                  | Rep. Centrafricana                                                     | Qual. Coppa d'Africa 2025                                              | -                                                                      | 65’                                                                    |
| 15-11-2024                                                             | Franceville                                                            | Gabon                                                                  | 1 – 5                                                                  | Marocco                                                                | Qual. Coppa d'Africa 2025                                              | -                                                                      | 79’                                                                    |
| 19-11-2024                                                             | Oujda                                                                  | Marocco                                                                | 7 – 0                                                                  | Lesotho                                                                | Qual. Coppa d'Africa 2025                                              | -                                                                      | 46’                                                                    |
| 21-3-2025                                                              | Oujda                                                                  | Niger                                                                  | 1 – 2                                                                  | Marocco                                                                | Qual. Mondiali 2026                                                    | 1                                                                      | 55’                                                                    |
| 25-3-2025                                                              | Oujda                                                                  | Marocco                                                                | 2 – 0                                                                  | Tanzania                                                               | Qual. Mondiali 2026                                                    | -                                                                      | 86’                                                                    |
| 6-6-2025                                                               | Fès                                                                    | Marocco                                                                | 2 – 0                                                                  | Tunisia                                                                | Amichevole                                                             | -                                                                      | 58’                                                                    |
| 9-6-2025                                                               | Fès                                                                    | Marocco                                                                | 1 – 0                                                                  | Benin                                                                  | Amichevole                                                             | -                                                                      | 71’                                                                    |
| Totale                                                                 |                                                                        | Presenze                                                               | 22                                                                     |                                                                        | Reti                                                                   | 1                                                                      |                                                                        |

| Cronologia completa delle presenze e delle reti in nazionale ― Marocco olimpica | Cronologia completa delle presenze e delle reti in nazionale ― Marocco olimpica | Cronologia completa delle presenze e delle reti in nazionale ― Marocco olimpica | Cronologia completa delle presenze e delle reti in nazionale ― Marocco olimpica | Cronologia completa delle presenze e delle reti in nazionale ― Marocco olimpica | Cronologia completa delle presenze e delle reti in nazionale ― Marocco olimpica | Cronologia completa delle presenze e delle reti in nazionale ― Marocco olimpica | Cronologia completa delle presenze e delle reti in nazionale ― Marocco olimpica |
| Data                                                                            | Città                                                                           | In casa                                                                         | Risultato                                                                       | Ospiti                                                                          | Competizione                                                                    | Reti                                                                            | Note                                                                            |
| ------------------------------------------------------------------------------- | ------------------------------------------------------------------------------- | ------------------------------------------------------------------------------- | ------------------------------------------------------------------------------- | ------------------------------------------------------------------------------- | ------------------------------------------------------------------------------- | ------------------------------------------------------------------------------- | ------------------------------------------------------------------------------- |
| 24-7-2024                                                                       | Saint-Etienne                                                                   | Argentina olimpica                                                              | 1 – 2                                                                           | Marocco olimpica                                                                | Olimpiadi 2024 - 1º turno                                                       | -                                                                               | 45+3’                                                                           |
| 27-7-2024                                                                       | Saint-Etienne                                                                   | Ucraina olimpica                                                                | 2 – 1                                                                           | Marocco olimpica                                                                | Olimpiadi 2024 - 1º turno                                                       | -                                                                               |                                                                                 |
| 30-7-2024                                                                       | Nizza                                                                           | Marocco olimpica                                                                | 3 – 0                                                                           | Iraq olimpica                                                                   | Olimpiadi 2024 - 1º turno                                                       | -                                                                               |                                                                                 |
| 2-8-2024                                                                        | Parigi                                                                          | Marocco olimpica                                                                | 4 – 0                                                                           | Stati Uniti olimpica                                                            | Olimpiadi 2024 - Quarti di finale                                               | -                                                                               | 57’                                                                             |
| 8-8-2024                                                                        | Nantes                                                                          | Egitto olimpica                                                                 | 0 – 6                                                                           | Marocco olimpica                                                                | Olimpiadi 2024 - Finale 3º posto                                                | 1                                                                               | 77’                                                                             |
| Totale                                                                          |                                                                                 | Presenze                                                                        | 5                                                                               |                                                                                 | Reti                                                                            | 1                                                                               |                                                                                 |

## Palmarès
- Bronzo olimpico: 1

Parigi 2024